# Werner Kuhnt
Werner Kuhnt (27 ottobre 1893 – 1º gennaio 1970) è stato un calciatore tedesco, di ruolo portiere.